# 会说话的画眉鸟
《会说话的画眉鸟》，是1967年越南民主共和國出品，由吴孟兰執導的动画，该作主要讲述的是一个越南战争时期会说话的画眉鸟帮助北越军人抗击美军的故事。

## 剧情
越南战争时期，一个小男孩拥有一只会说话的画眉鸟当作宠物，并且这只会说话的画眉鸟还帮助了越南军击退了美军。

## 所获奖项
该作于1970年在河内第一届越南电影节中获得金莲花奖。

## 備註
1. ↑  .   [2023-08-23]. （原始内容存档于2023-08-23）.
2. ↑  .   [2023-08-23]. （原始内容存档于2023-08-23）.
3. ↑  Cục điện ảnh (Vietnam). . 2008年.
4. ↑  . Bô Văn Hóa và Thông Tín. 1985年.
5. ↑  . 2020-08-11. （原始内容存档于2016-04-27）.